# Blechnum yungense
Blechnum yungense là một loài dương xỉ trong họ Blechnaceae. Loài này được Ramos Giacosa, J. P. mô tả khoa học đầu tiên năm 2010.